# براغناندا
بَرَكْيَانَنْدُ بْنُ رميش بابو (بالهندستانية: رمیش بابو پرگیانند/रमेशबाबू प्रज्ञाननंद؛ مواليد 10 أغسطس 2005) لاعب شطرنج هندي حاصل على لقب أستاذ دولي كبير، أصبح أستاذا دوليا في سن العاشرة، وأستاذا دوليا كبيرا في سن ال12. في سن ال16 أصبح أصغر لاعب يهزم بطل العالم ماغنوس كارلسن في أحد بطولات الشطرنج السريع.

## مسيرته الرياضية
فاز بركيانند في بطولة العالم للشطرنج تحت سن الثامنة في عام 2013، وحصل على لقب أستاذ إتحادي، وكسب أيضا في بطولة العالم للشطرنج تحت سن ال15 في عام 2015.
في عام 2016 أصبح بركيانند، أصغر لاعب يحصل على لقب أستاذ دولي عبر التاريخ، في سن العاشرة من عمره. حقق أول نورم _ وهو أعلى أداء في بطولة الشطرن، فاللاعب يجب أن يحقق ثلاثة أو أكثر من معايير الأستاذ الدولي الكبير ليحصل على اللقب _ له في طريق الحصول على لقب الأستاذ الدولي الكبير، في بطولة العالم للشطرنج للناشئين عام 2017. حصل على النورم الثاني في بطولة ( the Heraklion Fischer Memorial ) في اليونان عام 2018. في 23 حزيران عام 2018 حصل على النورم الثالث والأخير في بطولة للشطرنج في يورتيجي، في إيطاليا، بعد أن هزم لوكا موروني في الجولة الثامنة ليصبح ثاني أصغر لاعب يحصل على لقب الأستاذ الدولي الكبير في ذلك الوقت.
في عام 2018 دُعي بركيانند لمبارزة ويسلي سو بأربع جولات شطرنج سريع في إسبانيا. هزم بركيانند ويسلي سو في الجولة الأولى، وبعد الجولة الثالثة كانت النتيجة تعادل ½1 — ½1. في المبارة الأخيرة، تغلب ويسلي على برغناندا فأصبحت النتيجة ½1 — ½2.
في كانون الثاني 2018، حصل بركيانند على المركز الثالث مع كل من الأستاذ الدولي الكبير آلدر إسكوبر فوريرو، والأستاذ الدولي دينز شميلوف، في البطولة المقامة في مركز الشطرنج في تشارلوت، كارولاينا الشمالية، برصيد 9/5.0.
في تموز 2019، فاز بركيانند ببطولة أكس تراكون المفتوحة، المقامة في الدنمارك، برصيد 8½/10. في 12 تشرين الأول 2019، فاز بركيانند ببطولة العالم للشباب تحت سن ال18، برصيد 11/9. في كانون الأول 2019، أصبح بركيانند ثاني أصغر لاعب يصل إلى تقييم 2600، عن عمر 14 سنة وأربعة أشهر.